# Ellen Brown
Pour les articles homonymes, voir Brown.
Ellen Brown est une réalisatrice américaine.

## Filmographie
- 1988 : Women of the Night (TV)
- 1988 : Get Out the Vote (TV)
- 1988 : Easter Seals Telethon (série télévisée)
- 1989 : Whoopi Goldberg Presents Billy Connolly (TV)
- 1989 : Pair of Jokers with Rosie O'Donnell & Bill Engvall (TV)
- 1989 : Mother/Daughter International Pageant (TV)
- 1989 : Marder at Midnight (TV)
- 1989 : Happy New Year with Natalie Cole (TV)
- 1989 : Bob Hope: Tribute to Lucy (TV)
- 1989 : 21st NAACP Image Awards (TV)
- 1989 : The 13th Annual Young Comedians Special (TV)
- 1990 : The Late Mr. Pete Show (série télévisée)
- 1990 : Happy New Year (TV)
- 1990 : Comedy Club All-Star 4 with Woody Harrelson (TV)
- 1990 : 22nd NAACP Image Awards (TV)
- 1990 : Bob Hope: Don't Shoot Special (TV)
- 1990 : Access America (série télévisée)
- 1991 : The Steve & Leo Show (TV)
- 1991 : Sports Emmy (TV)
- 1991 : Retaining Laughter (TV)
- 1991 : John Mendoza (TV)
- 1991 : Comedy All-Stars 5 with Joan Rivers (TV)
- 1991 : Class Clowns (TV)
- 1991 : Best of the Worst (série télévisée)
- 1992 : Tim Allen Rewires America (TV)
- 1992 : Ron Shock (TV)
- 1992 : The Tonight Show with Jay Leno (série télévisée)
- 1993 : NBC Comedy All-Star with Paul Reiser (TV)
- 1993 : Drew Carey (TV)
- 1995 : A Comedy Salute to Andy Kaufman (TV)
- 1996 : Before They Were Stars (série télévisée)
- 1999 : Pre-Emmy Show (TV)
- 1999 : Just for Laughs: Montreal Comedy Festival (TV)